# الشبواني

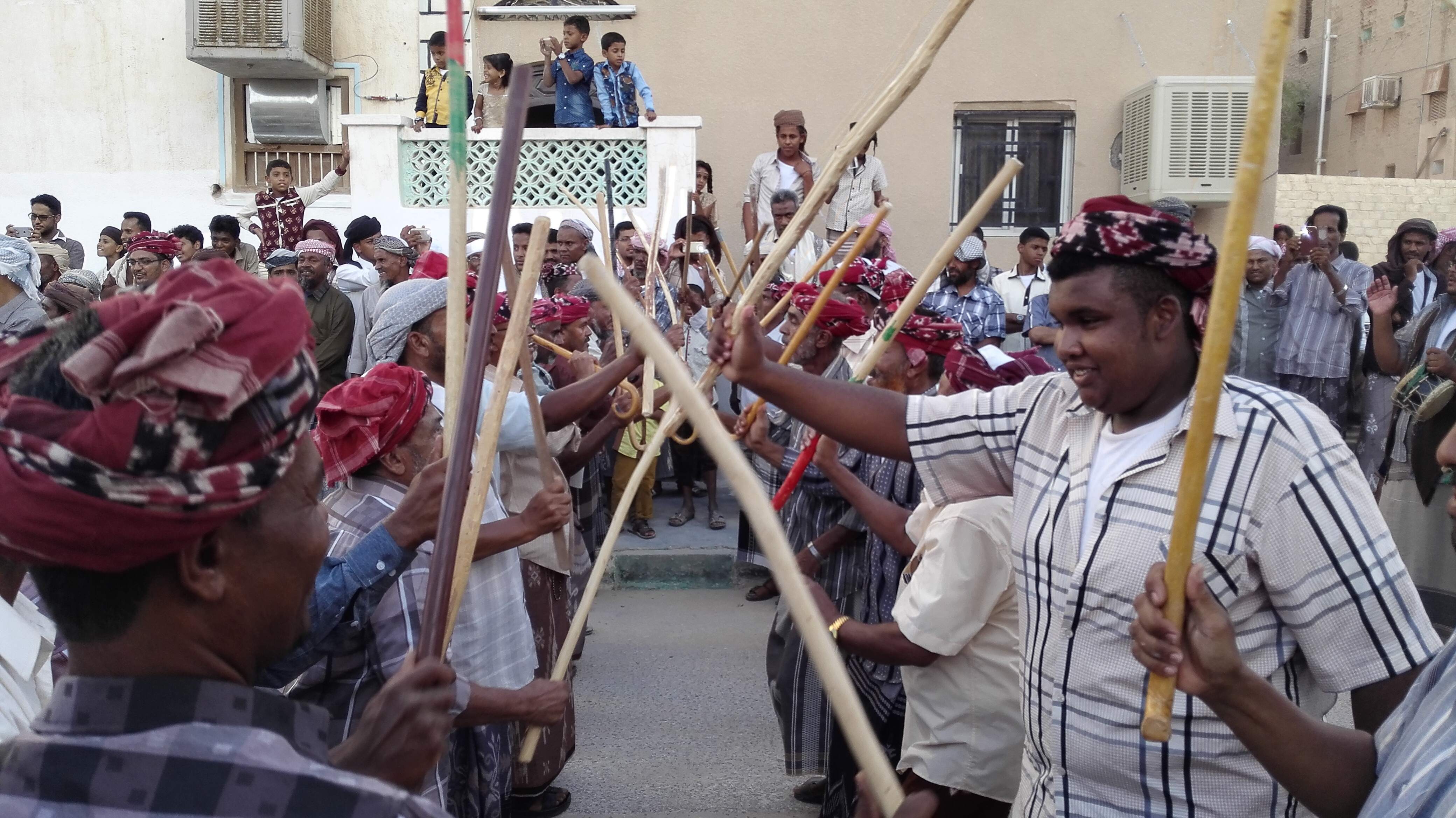
العدّة وتسمى في بعض مناطق وادي حضرموت الشبواني او الشوّاني، هي رقصة شعبية حربية تختص بها محافظة حضرموت شرقيّ اليمن، وتعتبر رقصة العدّة او الشبواني من أبرز الألعاب الشعبية في حضرموت

العدّة أو الشبواني هي رقصة شعبية ذات طابع حربيّ تتميز محافظة حضرموت شرقيّ اليمن، وهي شائعة في المناسبات المختلفة بين اهالي حضرموت. تعتبر رقصة الشبواني من أبرز الألعاب الشعبية في حضرموت وتنطوي تحت لوائها بقية الألعاب الأخرى من شرح وزف وغيره.
ان لعبة العدة أو الشبواني لعبة قديمة جدا ولا يعرف لها تاريخا محددا من الناحية العلمية ولا المصدر الذي جاءت منه إلا أن هناك احاديث تتناقلها الأجيال تقول إن اللعبة ذات جانب وطابع عسكري بحت وقد استحدثت بُعيد الغزو البرتغالي للساحل الحضرمي ولمدينة الشحر التاريخية، وقد كانت لعبة العدّة أو الشبواني نتاجاً لمقاومة الغزاة البرتغاليون وطردهم ومنعهم من دخول المدينة الباسلة وانتصارهم عليهم، وتعتمد على فكرة الكر والفر والتحام الصفوف حيث يترأس العدة شخص يسمى المقدم وله مساعدين يسمون حاليا ـ لجنة العدة -
ان المقدم له سلطه غير عاديه على الجميع فكلمته دائما نافذه والجميع طوع امره ولا مجال للنقاش الزائد خاصه بعد أن تبدأ العدة بالأنطلاق ـ هذا ممايؤكد طابعها العسكري ـ اما هيئة لاعبي الشبواني فهو مميز فالجميع يلبس عمامه خاصه نسميها ـ الرمّال ـ ويحمل كل واحد منهم عصا في يده يستعملها في الرقص، هذه العصا تؤدي وظيفه مهمه جدا فساعة الأنطلاق وساعة التوقف كلها تعتمد على تقابل كل صفين ويقوم كل فرد منهم برفع عصاه لتتقابل مع عصا الفرد المقابل له من الصف وبحركه واحده وقويه تتقارع العصيان بصوت قوي معلنه ساعة الأنطلاق أو ساعة التوقف ولا يفرط أحد اللاعبين في عصاه فأذا طلبت منه العصا يرد عليك قائلا لا لن اعطيك سلاحي وفيما يلي وصف لكيف تمارس لعبة الشبواني:

## التحضير للعبة الشبواني

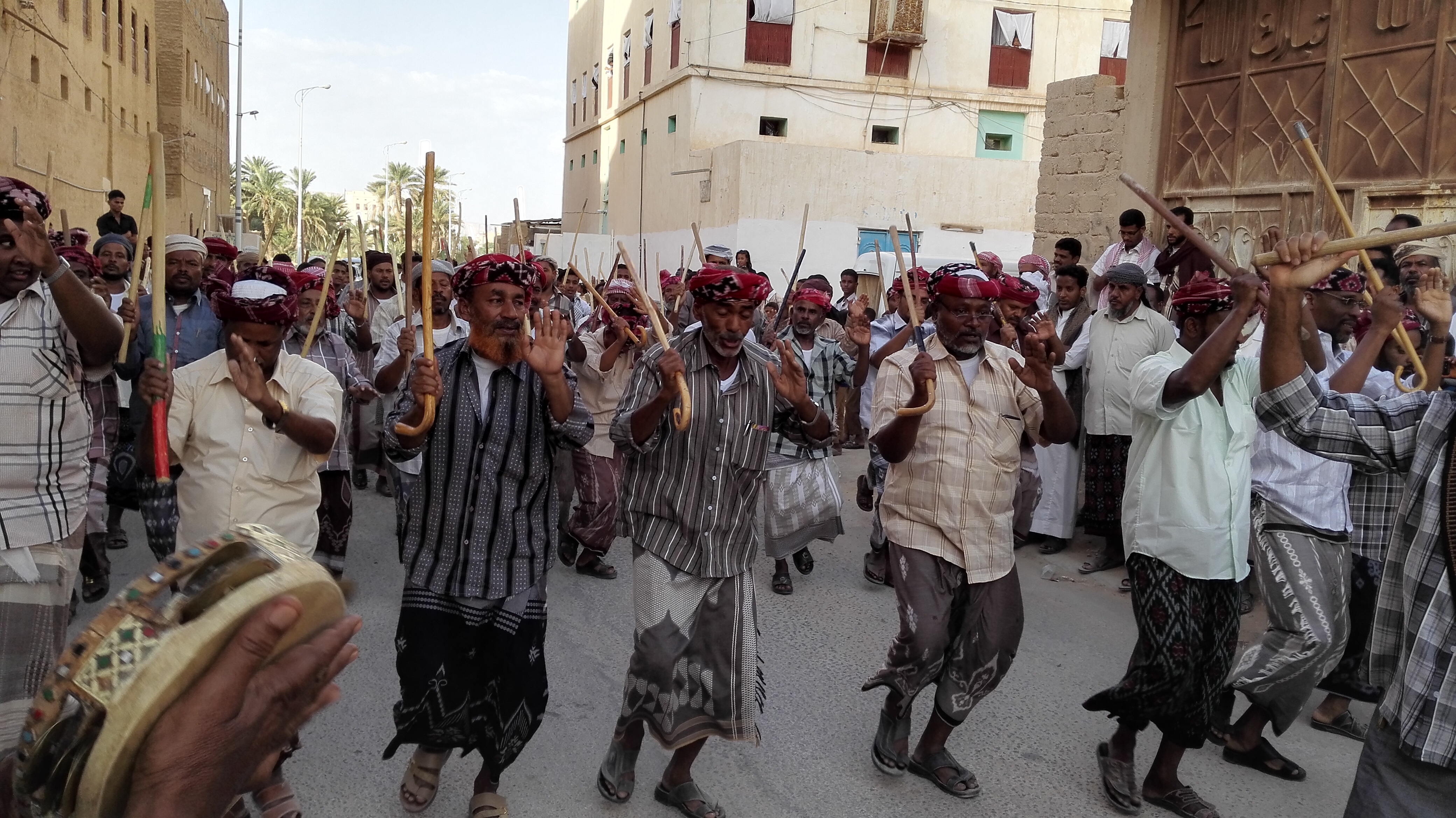
Shabwani 5

قد تسأل معي ماهي الطريقة التي يجتمع بها اللاعبون لممارسة هوايتهم فالوسائل المتاحه آنذاك بدائيه ولاتوجد سبل للأعلان عن فعالية الشبواني فجائت فكرة التحضير حيث يقوم أحد أعضاء الفرقة في صباح اليوم الذي سيقام فيه الشبواني عصرا مثلا بالضرب على الطاسه ـ من أنواع الطبول ـ وعندما يسمع الأفراد صوت الطاسه يعرفون ان هذه الليلة شبواني وهنا يتسائلون ويتعرفون على التفاصيل من قبل المقدم والذي بوظيفته يعرفهم بالمناسبة والوقت والمكان والزمان، وظل هذا مستمرا رغم وجود البدائل من هاتف وغيره الا انه لم يستغنَ عن هذه العادة حتى يتم المحافظة على هذا التراث الأصيل

## بدء اللعبة
تبدأ اللعبة بما نسميه الخابه حيث يتم التمهيد ويجتمع اللاعبون في صفين طويلين يسميا ـ الشنف ـ ويطلقون هذا الصوت (غناء شعبي) ــ وولا كب وولا كب (وَلَّك هوب.. وَلَّك هوب) ــ وهو مصطلح قديم، بعد ذلك يدخل أو أحد هواة الشعر ويعطي صوت خفيف نطلق عليه صوت الخابه السريعة لاتتداخل فيه الألحان كثيرا فتنطلق اصوات الهاجر والمراويس والدف والطويس ـ جمع طاسه ـ ويبدأ الغنا الجماعي لبيت واحد من الشعر حيث تغني الصفوف الثلاثة الأولى شطر البيت وبقية الصفوف عجز البيت وتنطلق العدة بأيقاعات خفيفه وسريعه ويستمر هذا إلى ان تصل إلى ساحه أو مكان واسع ـ في هذه اللحظات يكون جميع اللاعبين قد اكتملوا وحضر الشاعر أو المغني المتخصص في الألحان ليعطي الصوت الجديد فيصطف اللاعبون مره أخرى في صفين طويلين لترسيخ الصوت، وبعد ترسيخ الصوت يبدأ اللعب المتروي والمتأني ويعتبر كل لاعب انه قد آن الأوان لأظهار مهارته في الرقص
وتنطلق العدة من جديد بأيقاعات غير سريعه وغناء متروي ويصطف اللاعبونفي صفوف منظمة لا اعوجاج فيها على ان يكون الصف الأول والثاني يحمل خيرة اللاعبين ومن الجدير بالذكر انه يوجد قائد للعده أثناء اللعب يسمى صاحب الطلعة موقعه يكون في وسط الصف الأول فهو بمثابة الدينمو المحرك الرئيسي للعده فالأعين جميعها تشرئب اليه ومنه يستمد اللاعبون حركات الكر والفر واللتحام، وجدير بالذكر ان هذه الطلعة والتي تضفي على اللعبة جمالا فوق جمالها ليست قديمه جدا وانما اضيفت حديثا قبل حوالي 50 عاما بالتحديد على يد أحد الشباميين وهو ما زال حيا يرزق امده الله بالصحة والعافية وهو علي عوض باحجر حيث انه يعتبر من أشهر من حمل لواء الطلعة في الشبواني في مدينة شبام وهو بحق يعتبر المبتكر الأول للطلعه المعروفة اليوم في جميع عدد الشبواني في وادي حضرموت ومما يجدر ذكره ان هناك محاولات لتجديد هذه اللعبة بأضافة بعض ـ الكسرات ـ الأخرى منها ما يطبق حاليا ومنها ماسوف يراه المتذوقون لهذا الفن الجميل
عدد صفوف العدة في الغالب لايقل عن سته في كل صف من 8 ـ 12 فرد ومما يميز هذه الرقصة ان الجميع يؤدون حركه واحده وفي وقت واحد معتمدين في ذلك على الأشاره التي يصدرها صاحب الطلعة والذي تقترن إشاراته دائما بصوت الأيقاع الصادر من الهاجر فصاحب الهاجر له دور كبير في تطبيق الكسرات واتقانها ويكون بمثابة القائد لبقية الأيقاعيين وغالبا مايحرص ان بقية الأيقاعيين عن يمينه ويساره، وبين الفينة والأخرى يدخل الشاعر لأعطاء ابيات على نفس اللحن الذي انطلقت به العدة
هذه الفعاليات التي ذكرت ان كانت عصرا تسمى الترويحة وان كانت ليلا تسمى السرية

## كسر الصوت
في غالب الأحيان يعقب السرية سمر تلقى فيه القصائد الشعرية وتعقبه المساجلات الشعرية وقبل الحديث عن هذا السمر يجب القاء بعض الضوء على رقص يمارس قبل القاء الشعر وهو كسر الصوت حيث تكون هذه الرقصة بمثابة الأستعداد النفسي للشعراء والجمهور، حيث يقوم بهذه الرقصة عدد قليل من افراد العدة لايتجاوز 24 فردولايصطحبون معهم العصي يصطفون في صفين متقابلين في حلبه قطرها حوالي 5 امتار يقف بكل صف 12 فرد وهنا يبرز دور المغني الذي سيغني اصوات ادان الخاص بالشبواني
تبدأ الرقصة بعد أن يصدؤ المغني ترنيماته العذبه ببيت من الشعر سيردده الراقصون ولابد له من أن يختار أحد الأبيات اجميله التي تدغدغ عواطف اللاعبين الذين ستمايلون بالغناء الجماعي فعلى سبيل المثال يغني المغني هذا البيت
وسلام من عند المغني عا شبام العالية
ام الرواشين العجيبه والقصور العاليات
هنا يبدأ اللاعبون بترديد هذا البيت بحيث يغني أحد الصفين شطر البيت ويغنني الصف الآخر العجز لتنطلق الأيقاعات التي يقودها صاحب الهاجر فيتمايل الراقصون يمينا وشمالا بحركات رشيقه وخفيفه وجميله ويستعملون ايديهم في التصفيف ـ الرقص ـ على حركة الأيقاعات ولهم كسرات خاصه يتقابلون فيهاويلتحم الصفان أكثر من مره ويعود كل واحد إلى مكانه بطريقه ممتعه وشيقه وهكذا حتى تنتهي الرقصة لتبدأ ليلة سمر جميله وساحره لها جمال وسحر مدن حضرموت

## شعر الشبواني والسمر
وهذا يعتبر مدرسه يتعلم فيها الشعراء الناشئون ارتجال الشعر وهو من أكبر العوامل لسرعة البديهة وشحذ الذاكرة وتقوية ملكة الشعر وفيه تظهر موهبة الشعراء وعبقريتهم، والقارئ للموروث الشعري في حضرموت يجد ان نسبه كبيره من الشعر الذي قرأه أو سمعه قيل في الشبواني فقد يصل عدد الشعراء الذي يشاركون في السمر سبعة شعراء

## طريقة السمر
يبدأ المغني بغناء لحن متعارف عليه بين الراقصين أوالمؤدين للرقصة، ثم يدخل إلى الحلبة شاعر العدة ويلقي قصيدته التقليدية فغالبا تبدأ بالبسملة والصلاة على النبي ثم الترحيب بالشعراء المشاركين ثم الأشاده بعدته ثم يعرج على المناسبة التي اقيم من اجلها السمر < مطلع سنوي، زواج، عيد وطني، وغيره > وبد ذلك يتطرق الشاعر للأوضاع السياسية والأجتماعيه ويتناولها بالنقد ويقول رايه فيها بكل صراحه مستخدم الرمز أحيانا والتصريح أحيانا أخرى ومن طرائف القول اقص هذه الطرفة فقد ابتليت إحدى المدن بقاض مرتش لم تستطع الفكاك منه الا على يد أحد هؤلاء الشعراء في قوله
وسعادة القاضي بغا الا إنسان يعرف رطنته
رطن وباتلحق اوراقك جاهزه ومطنطنات
وان ماعرفته رطنته تلقاه يكرش لحيته
ويقول لك بكره دخل الأوراق ماهن صالحات
وان جيتله بكره إذا شافك يقفل خلفته
وان باتدق اللهي بايكتب عليك مخالفات
وهكذا سمع الجمهور هذه الأبيات الساخره واللاذعه والصريحه واخذ يرددها عن ظهر قلب في الأيام اللاحقه مما أدى ان يطلب القاضي تحويله إلى منطقه أخرى فرارا من سماع هذه الأبيات السابقة للشاعر الشعبي المعروف صالح ربيع بلسود ــ الذي خصصنا صفحه كامله في هذا الموقع للتعريف به وبشعره ــ
الشاعر الجيد في السمر هو الذي يستطيع جذب الجمهور اليه لترديد أواخر أبياته بمعنى آخر هو الذي يطرب إليه الجمهور ويتجاوب مع أشعاره
وفي الأخير يختم الشاعر أبياته بدعوة غيره من الشعراء بالاسم وهذا يتكرر مع كل شاعر حسب اتفاقهم المسبق بينهم إلى ان يدخل آخر شاعر والذي بدوره يستدعي جميع الشعراء لتبدأ المساجلات الشعرية الشيقه والمرحه والممتعه

## المساجلات الشعرية
حيث يتقابل فيها جميع الشعراء المشاركين في السمر وقد تستمع فيها إلى بعض المهاترات فيما بينهم واحذر عزيزي ان تعتقد بأن هناك عداوه فيما بينهم أو ان هذه المهاترات حقيقيه بل ان لها أغراض أخرى نذكر بعضها فيما يلي
ــ كل شاعر يريد اظهار حسن الرد المباشر وابراز قدرته في الأتيان بأبيات جديده وبأقصى سرعه
ــ امتاع صاحب السمر والجمهور الذي يستمتع بهذه المهاترات فغالبا ما تكون مضحكه لتخفف قليلا من احزانه وهمومه
ــ في بعض الأحيان يريد الشاعر ان يهجو بعض المسؤولين المقصرين وبدلا من أن يذكر اسم المسؤول المقصر يذكر بدلا عنه اسم زميله الشاعر الذي يقارعه في الحلبة فيسلم الشاعر من الاحراج والمساءلة في اليوم التالي
ــ يستعمل الشعراء في المساجلات الشعرية الرمز لنقد وضع سياسي معين فيتعرف الشاعر الآخر على رمز زميله فيتحدثان بأبيات مبهمه عن هذا الوضع في شعر لاذع وساخر يذهب الجمهور إلى تفسيره كل مذهب وهذا عزيزي أحد النماذج
قال الشاعر ـ
لي ذبحوا الضانه جملتهم ثلاث تعشر نفر
الصبح ذبحوها وبعد العصر شفها عا تصيح
فيرد عليه زميله ـ
ذا ايش من ضانه مائة ذباح فيها يعتكر
هذا كلامك صدق ولا مزح من ضمن المزيح
فيرد الشاعر الأول ـ
ضانه ركيكه حال غشوها وقبصها الذبر
لا بوي راعيها ولا لها حد في الدنيا نصيح
وهكذا تستمر وتتوالى تلك الأبيات على تلك الضانه المسكينه وما اضنها ضانه حقيقيه وانما هي رمز استخدمه الشاعران للتعبير عن نقد وضع سياسي معين وكما يقولون ــ المعنى في بطن الشاعر ــ وقد تستمر تلك السمرات إلى قرب اذان الفجر

## شعر الخابه وأغراضه
يعتمد هذا الشعر على مايطلق عليه الناس التخميس <الصوت بالمصطلحات الشبوانيه> والتخميس معروف في الشعر الحميني والعامي والشعر الغنائي
وبرغم أن الأيقاع واحد لا يتغير في جميع الأصوات إلا أن الألحان تختلف من صوت إلى آخر
وسنتحدث هنا عن أغراض الأصوات فالصوت مهم جدا ويعتمد على الكلام القوي والمعبر فجميع اللاعبين لايتقبلون أي شيء يقال لهم انهم يرفضون المقوله التي تقول < قل اي شيء وغنه > فهم لايطربون ولا يتمايلون مع الأيقاع ومع الألحان الا إذا كان الكلام الذي يرددونه بعد كل مقطع من مقاطع الشعراء يحمل في طياته حكمه بالغه أو عبره أو مقوله إنسانيه أو وطنيه

## شعر الحكمة والعبر
وهذه بعض النماذج من هذه التخاميس
لاتبت ربك يقبل التواب
باب الكرم واسع
لاتبت ربك يقبل التواب
واليك هذا التخميس أيضا الذي يتحدث عن نفسه
عبره واللي بار في اهله من صدق باتلتقيه الناس
أيضا هذا التخميس الذي يدعو إلى الشورى والديمقراطية
عطنا شوي في الشور
لاتشل الشور كله رد نفسك
عطنا شوي في الشور
ليس هذا فحسب بل هناك تخميس يدعو إلى نبذ العنف والحرب
للسلم ناديت ماهو سبيلي الحرب والعدوان
وهذا تخميس يدعو إلى التواضع وترك الغرور
ياطير في جو السماء طاير
ماعذر ماتبرح وتهوي لإمكان

## الشعر القومي والوطني
حب الوطن غريزة وفطرة فطر عليها كل إنسان وفي كل زمان ومكان ولهذا نجد أن التخاميس قد طرقت هذا الموضوع بكلام جميل معبر فهذه دعوه إلى لم الشمل العربي في طول الوطن العربي وعرضه
لا التقى الفرات هو والنيل اشرقت عا العروبة
لا التقى الفرات والنيل
ويبلغ أحد التخاميس القمه في دعوته إلى حب الوطن قائلا
سعيد من له وطن
يحن دايم إلى أوطانه ولو جارت عليه
ويقول تخميس آخر
يمن يامهد راسي
نفديك يايمن بالوح والدال والميم <دم >
ولا ينسى هذا التخميس دور الشهيد فيقول
ماتوا ولقوا للوطن تاريخ
ناس حاموا عا الوطن
ماتوا ولقوا للوطن تاريخ
شعر الأعتزاز بالنفس
والتخاميس هنا واضحه وجليه واليك بعض منها
لاداخل الوديان
زفيت بك يا اللي تكابر من فوق راس الجبل
لاداخل الوديان
وهذا آخر
شربي الا بغيه من جبوح النوب
عادنا ماشربتك يالكدر
شربي الا بغيه من جبوح النوب
وهذا آخر
إلى الصفراء شبام
والدوسوي بايحمل لي حمولي
إلى الصفراء شبام
الشعر الذي يدعو إلى إصلاح المجتمع وإلى النقد الذاتي
واليك بعض النماذج منه
ياساري الليل قدامك حويره
الله يعينك عا رعضها والطول
وهذا آخر
النوخذه ماحسب للبحر حاسبه هادي
كذها فضيله على الجزوه وعا الربان
وهذا آخر
لي يروم العز والناموس
يحتكم ويقيد لسانه
لي يروم العز والناموس
واليك آخر
ماقال هذا حق من ياناس
من شاف شي في الطريق شله
ما قال هذا حق من ياناس
وهذا آخر
لأهل الملامة ما با يوطي الراس
كل من تربى عا العز دايم
وهذا كله غيض من فيض كما يقولون ولو استمريت حتى اتقصى جميع التخاميس لطال بنا الحديث ولكني أحببت ان أضع بين يدي القارئ الكريم بعضا من الجوانب الأيمانيه والأنسانيه والوطنية وما زال المجال واسع ومتروك للمتخصصين ليغوصوا في أعماق هذا الفن الجميل والرائع ويكتشفوا الدرر الثمينه والتي ولا شك ستثري الواقع الثقافي لليمن.
واختتم هذا البحث عن الشبوني هذا الفن الجميل من تراثنا العريق بهذا التخميس
عاد حد غواص ماهر
الصدف واللول في البحر الملان